# Jean Jacques Edouard Georges Strohl
Pour les articles homonymes, voir Strohl.
Jean Jacques Edouard Georges Strohl, né à Alger le 26 novembre 1874 à Alger et mort le 11 juin 1955 au Trayas (commune de Saint-Raphaël), est un militaire français. Général de brigade, il est connu pour son livre de recettes.

## Biographie
Il est le fils du général Georges Strohl.
Il est saint-cyrien de la promotion Tananarive (1895-1897). En 1908, il sort capitaine breveté de l'école supérieure de guerre[réf. souhaitée]. Il se fait remarquer pour son service pendant la crue de la Seine de 1910. Après un passage au 26e régiment d'infanterie, il prend en novembre 1914 le commandement du 2e bataillon de chasseurs à pied,. Il se fait remarquer pour son action à la tête de son bataillon le 4 décembre 1914. Il est fait chevalier de la Légion d'honneur en 1915. Il est blessé à la jambe le 25 avril 1915,. Il est également fait Honorary  Companion de l'Ordre du Service distingué le 16 novembre 1915. En 1920 il est nommé officier de la Légion d'Honneur. Il devient ensuite chef d'état-major du 19e corps d'armée (stationné en Afrique du Nord).

## Livre de cuisine
Une fois à la retraite, il s'installe avec sa femme et sa fille dans le Var. Il y écrit un livre de recettes, qu'à sa mort il lègue à sa gouvernante. Le livre est écrit à la main sur deux cahiers d'écoliers, regroupant 1 136 recettes écrites à l'encre bleue et illustré de 264 dessins au crayon de couleur. Les éditions La Martinière publient les fac-similés du livre en 2005,.